# Kvarntjärnen (Tuna socken, Medelpad)
Kvarntjärnen är en sjö i Sundsvalls kommun i Medelpad och ingår i Ljungans huvudavrinningsområde.